# 오늘의 음악
오늘의 음악은 OBS 라디오에서 매일 아침 6시 2분에 방송중인 프로그램이다.

## 역대 진행
- 1대 : 장주영 (OBS 라디오 PD) - 2023년 3월 31일 ~ 2025년 4월 6일
- 2대 : 한준탁 (OBS 라디오 PD) - 2025년 4월 7일 ~ 현재

## 역대 방송시간
| 방송 채널  | 방송 기간                        | 방송 시간                  |
| ---------- | -------------------------------- | -------------------------- |
| OBS 라디오 | 2023년 3월 31일 ~ 2024년 6월 2일 | 매일 새벽 5:03 ~ 아침 6:00 |
| OBS 라디오 | 2024년 6월 3일 ~ 2024년 12월 1일 | 매일 새벽 5:02 ~ 아침 6:00 |
| OBS 라디오 | 2024년 12월 2일 ~ 현재           | 매일 아침 6:02 ~ 아침 7:00 |